# Charis gamelia
Charis gamelia är en fjärilsart som beskrevs av Frederick DuCane Godman och Osbert Salvin 1886. Charis gamelia ingår i släktet Charis och familjen Riodinidae. Inga underarter finns listade i Catalogue of Life.